# Katarzyna Gajgał-Anioł

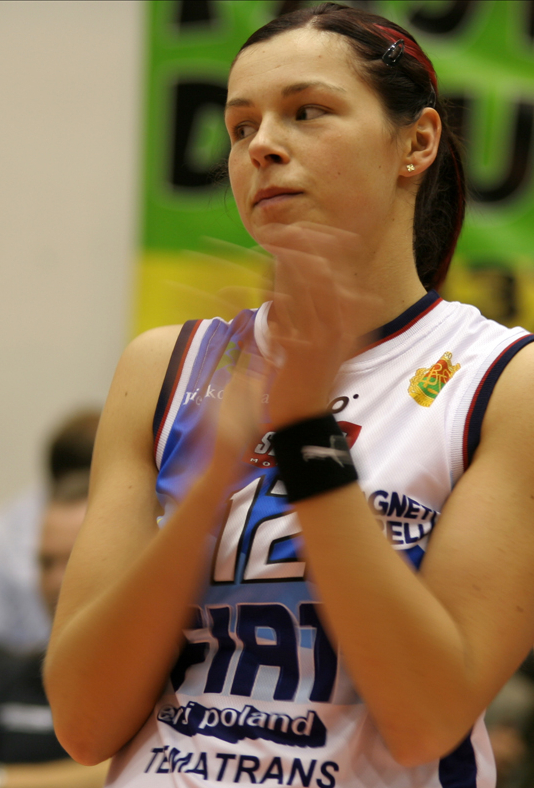
Katarzyna Gajgał zawodniczką BKS-u Stal Bielsko-Biała

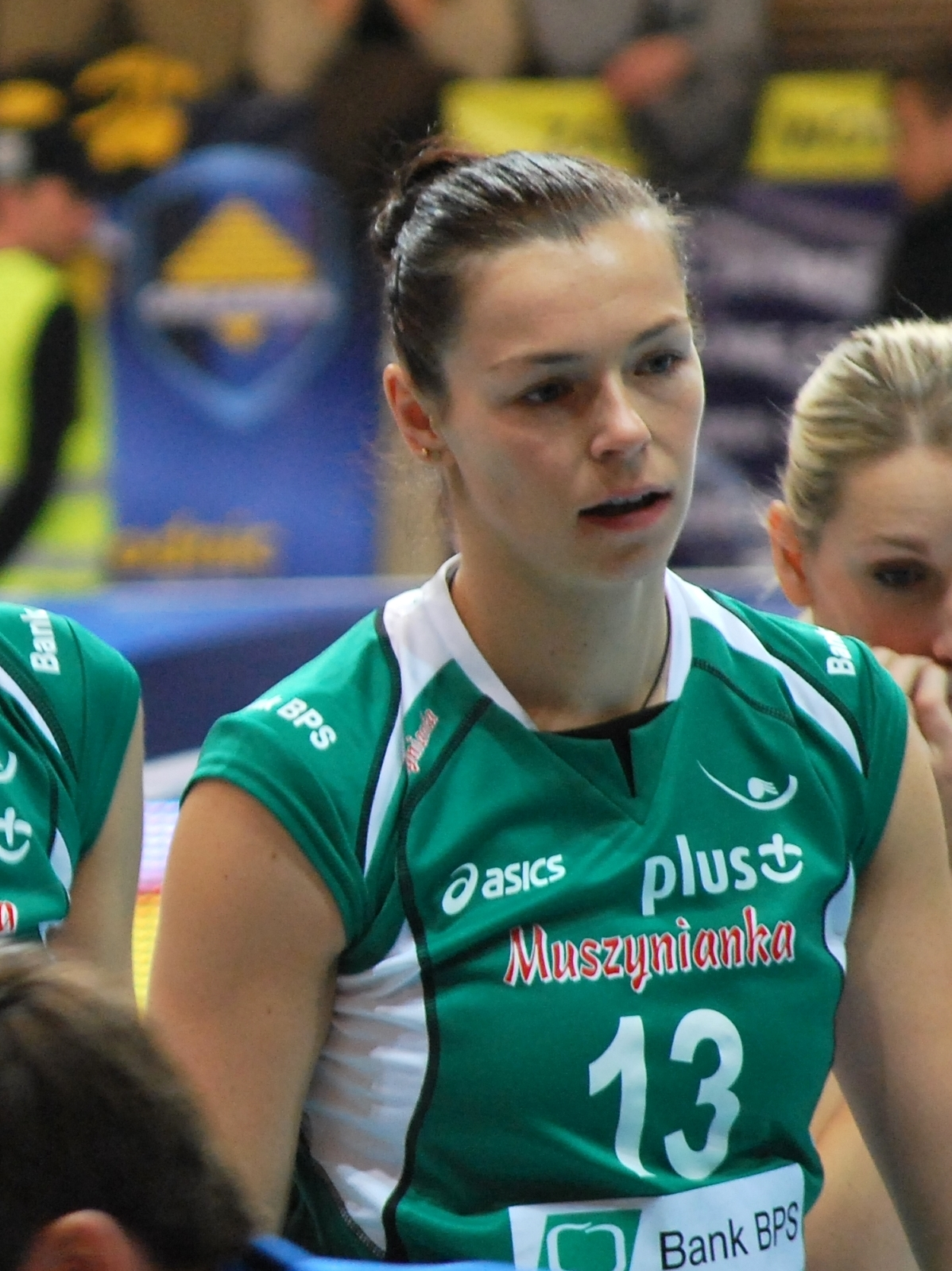
Katarzyna Gajgał zawodniczką Banku BPS Muszynianki Fakro Muszyna

Katarzyna Gajgał-Anioł (ur. 21 września 1981 w Dębicy) – polska siatkarka, reprezentantka Polski, grająca na pozycji środkowej. Po sezonie 2017/2018 zakończyła karierę sportową.

## Życie prywatne
W sezonie 2006/2007 wzięła urlop macierzyński i 23 stycznia 2007 roku urodziła syna Filipa. 2 czerwca 2012 roku wyszła za mąż za menadżera Banku BPS Muszynianki Fakro Muszyna Radosława Anioła.

## Kariera  reprezentacyjna
Po raz pierwszy dostała powołanie do seniorskiej reprezentacji Polski od Andrzeja Niemczyka w 2003 roku. Jednak rywalizacja w kadrze na pozycji środkowej była wówczas ogromna i trudno było jej się przebić do składu. Trafiła do kadry B z którą zdobyła srebrny medal na Uniwersjadzie w Izmirze (2005).
Drugą szansę na grę w biało-czerwonych barwach otrzymała od Marco Bonitty. Włoski trener biało-czerwonych zabrał ją na turniej kwalifikacyjny do Halle, gdzie zanotowała swój debiut w reprezentacji. W 2009 roku zdobyła z kadrą brązowy medal Mistrzostw Europy.

## Kariera klubowa
| Kariera juniorska | Kariera juniorska                  | Kariera juniorska | Kariera juniorska | Kariera juniorska | Kariera juniorska | Kariera juniorska | Kariera juniorska | Kariera juniorska | Kariera juniorska | Kariera juniorska |
| ----------------- | ---------------------------------- | ----------------- | ----------------- | ----------------- | ----------------- | ----------------- | ----------------- | ----------------- | ----------------- | ----------------- |
|                   | MKS Lubań Śląski                   |                   |                   |                   |                   |                   |                   |                   |                   |                   |
| 1996–1999         | SMS PZPS Sosnowiec                 |                   |                   |                   |                   |                   |                   |                   |                   |                   |
| Kariera seniorska |                                    |                   |                   |                   |                   |                   |                   |                   |                   |                   |
| Lata              | Klub                               |                   |                   |                   |                   |                   |                   |                   |                   |                   |
| 1999–2009         | BKS Stal Bielsko-Biała             |                   |                   |                   |                   |                   |                   |                   |                   |                   |
| 2009–2010         | Enion Energia MKS Dąbrowa Górnicza |                   |                   |                   |                   |                   |                   |                   |                   |                   |
| 2010–2013         | Bank BPS Muszynianka Fakro Muszyna |                   |                   |                   |                   |                   |                   |                   |                   |                   |
| 2013–2018         | Chemik Police                      |                   |                   |                   |                   |                   |                   |                   |                   |                   |

## Sukcesy klubowe
Mistrzostwo Polski:
- 2003, 2004, 2011, 2014, 2015, 2016, 2017, 2018
- 2009, 2012
- 2000, 2010, 2013

Puchar Polski:
- 2004, 2006, 2009, 2011, 2014, 2016, 2017

Superpuchar Polski:
- 2011, 2014, 2015

Puchar CEV:
- 2013

## Sukcesy reprezentacyjne
Letnia Uniwersjada:
- 2005

Mistrzostwa Europy:
- 2009

## Nagrody indywidualne
- 2016: Najlepsza blokująca turnieju finałowego Pucharu Polski